# Rubus chingii
Rubus chingii là loài thực vật có hoa trong họ Hoa hồng. Loài này được Hu miêu tả khoa học đầu tiên năm 1925.